# Coleophora artemisicolella
Coleophora artemisicolella là một loài bướm đêm thuộc họ Coleophoridae. Nó được tìm thấy ở Fennoscandia to Pyrenees, Ý, và Bulgaria, và from Đảo Anh to central và miền nam Nga, further phía đông đến Nhật Bản.

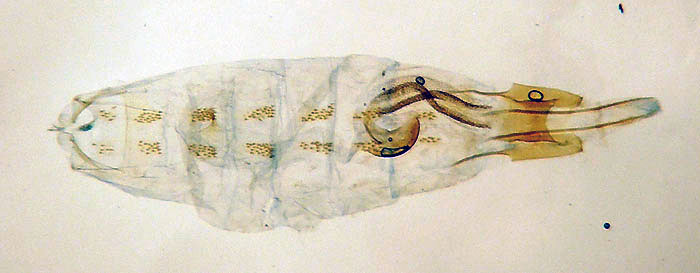

Sải cánh dài 11–13 mm. Con trưởng thành bay từ tháng 7 đến tháng 8.
Ấu trùng ăn Artemisia vulgaris. 

## Hình ảnh

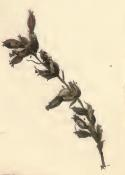
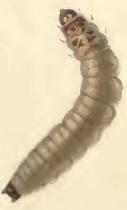
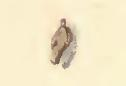